# 5-Aminoimidazole-4-carboxamide ribonucléotide
Le 5-aminoimidazole-4-carboxamide ribonucléotide (AICAR), ou 5-aminoimidazole-4-carboxamide ribonucléotide, est un intermédiaire de la biosynthèse des purines et de l'inosine monophosphate (IMP). Il est parfois utilisé comme produit dopant en activant l'enzyme AMPK dans les muscles, et donc interdit par l'Agence mondiale antidopage.